# Bédl János
Bédl János  (1929. szeptember 10. – 1987. december 9.) magyar labdarúgóedző.

## Pályafutása
1964 és 1966 között a máltai Sliema Wanderers vezetőedzője, majd 1966-ban a máltai válogatott szövetségi kapitánya volt. 1967 és 1969 között az Egyesült Államokban dolgozott,ahol 1967-ben a Pittsburgh Phantoms, 1968–69-ben a Kansas City Spurs szakmai munkáját irányította. 1971 és 1987 között Nyugat-Németországban és Belgiumban edzősködött. 1971–72-ben a Rot-Weiß Essen, 1972–73-ban a belga Lierse, 1973–74-ben a Borussia Dortmund, 1974–75-ben a Wuppertaler SV, 1975–1977 között és 1981–82-ben ismét a belga Lierse, 1983–84-ben a újra Rot-Weiß Essen, 1986–87-ben a Rot-Weiß Oberhausen vezetőedzőjeként tevékenykedett.

## Fordítás
- Ez a szócikk részben vagy egészben  a   János Bédl című angol Wikipédia-szócikk fordításán alapul.  Az eredeti cikk szerkesztőit annak laptörténete sorolja fel. Ez a jelzés csupán a megfogalmazás eredetét és a szerzői jogokat jelzi, nem szolgál a cikkben szereplő információk forrásmegjelöléseként.